# Warren Motor Car Company
Warren Motor Car Company war ein US-amerikanischer Hersteller von Automobilen.

## Unternehmensgeschichte
Homer Warren, John G. Bayerline und W. H. Radford gründeten 1909 das Unternehmen in Detroit in Michigan. Bayerline war vorher für Oldsmobile tätig und wurde Generalmagener. Radford hatte bei der Hudson Motor Car Co. Erfahrungen im Automobilbau gesammelt und wurde Chefingenieur. 1910 begann die Produktion von Automobilen. Der Markenname lautete Warren, inoffiziell auch Warren-Detroit. Anfang 1910 wurde ein Vertrag mit der Taylor Distributing Company aus Philadelphia in Pennsylvania abgeschlossen. Taylor vertrieb im ersten Jahr die gesamte Produktion und 1911 noch 500 Fahrzeuge. Wie es scheint, wurde der Vertrag nicht verlängert. Warren stand ohne Vertriebsorganisation da. Damit begannen die Probleme. Im November 1912 kam es zu einer Reorganisation. 1913 endete die Produktion. Im August 1913 wurde die Fabrik an die Rands Manufacturing Company verkauft.
Radford war danach noch für die Pilgrim Motor Car Company und die Balboa Motor Car Company tätig.
Es gab keine Verbindung zur Warren Automobile Company, die 1905 den gleichen Markennamen für ihre Personenkraftwagen verwendete.

## Fahrzeuge
1910 gab es das Model 10. Es hatte wie fast alle Warren einen Vierzylindermotor. Er leistete 30 PS. Das Fahrgestell hatte 279 cm Radstand. Zur Wahl standen Runabout und Demi-Tonneau.
1911 wurde daraus das Model 11. Die Daten änderten sich nicht. Das Karosserieangebot wurde wesentlich erweitert. Ein gewöhnlicher Tourenwagen bot Platz für fünf Personen. Daneben gab es einen Dickey Roadster mit drei Sitzen, einen Round Tank Roadster mit zwei Sitzen sowie Fore-Door Tank Roadster mit zwei und fünf Sitzen. Demi-Tonneau und Torpedo boten jeweils vier Sitze. Außerdem ist ein Inside Side Coupé mit zwei Sitzen genannt.
1912 standen drei Modelle zur Auswahl. Das Model 12-30 K entsprach dem Vorjahresmodell. Es war ein offener Tourenwagen mit vorderen Türen. Im Model 12-35 leistete der Motor 35 PS. Der Radstand betrug 284 cm. Genannt sind Tourenwagen mit vorderen Türen und Roadster. Das Model 12-40 G hatte einen 40-PS-Motor und 295 cm Radstand. Es war nur als Tourenwagen mit vorderen Türen erhältlich.
1913 entfiel das kleinste Modell. Der Wolverine entsprach dem mittleren Modell des Vorjahres. Er stand als Tourenwagen mit fünf Sitzen und Roadster mit zwei Sitzen zur Wahl. Das Pilgrim Model löste das größte Vorjahresmodell ab. Einzige angebotene Karosseriebauform war ein Tourenwagen mit fünf Sitzen. Das Resolute Model hatte einen Sechszylindermotor, der mit 58 PS angegeben war. Der Radstand betrug 330 cm. Der Tourenwagen hatte sieben Sitze.

## Modellübersicht
| Jahr | Modell         | Zylinder | Leistung (PS) | Radstand (cm) | Aufbau |
| ---- | -------------- | -------- | ------------- | ------------- | --- |
| 1910 | Model 10       | 4        | 30            | 279           | Runabout, Demi Tonneau |
| 1911 | Model 11       | 4        | 30            | 279           | Tourenwagen 5-sitzig, Dickey Roadster 3-sitzig, Demi Tonneau 4-sitzig, Round Tank Roadster 2-sitzig, Inside Side Coupe 2-sitzig, Torpedo 4-sitzig, Fore-Door Tank Roadster 2-sitzig und 5-sitzig |
| 1912 | Model 12-30 K  | 4        | 30            | 279           | Fore-Door Tourenwagen |
| 1912 | Model 12-35    | 4        | 35            | 284           | Roadster, Fore-Door Tourenwagen |
| 1912 | Model 12-40 G  | 4        | 40            | 295           | Fore-Door Tourenwagen |
| 1913 | Wolverine      | 4        | 35            | 284           | Tourenwagen 5-sitzig, Roadster 2-sitzig |
| 1913 | Pilgrim Model  | 4        | 40            | 295           | Tourenwagen 5-sitzig |
| 1913 | Resolute Model | 6        | 58            | 330           | Tourenwagen 7-sitzig |